# 1251 км (зупинний пункт)
1251 км — закритий залізничний пасажирський зупинний пункт Лиманської дирекції Донецької залізниці.
Розташований на крайній півночі Кальміуського району міста Маріуполь (присадибні ділянки СТ «Мічурінець»), Донецької області на лінії Маріуполь-Порт — Волноваха між станціями Сартана (4 км) та Асланове (7 км).
На платформі не зупиняються приміські електропоїзди. Деякий час (1990—2000 рр.) існувала зупинка на вимогу.